# 韦列季耶农村居民点
韦列季耶农村居民点（俄语：Веретьевское сельское поселение）是俄罗斯联邦沃罗涅日州奥斯特罗戈日斯克区所属的一个农村居民点。其下辖有2个居民点，行政中心为韦列季耶。据2016年统计，该农村居民点的人口为1230人。